# Оберндорф бай Залцбург
Оберндорф бай Залцбург (на немски: Oberndorf bei Salzburg, в близък превод Оберндорф край Залцбург) е град в Австрия, който отстои на 17 км от административния център Залцбург. Разположен е от едната страна на река Залцах, а от другата се намира неговият германски град-близнак Лауфен, част от Бавария. Някога двата града са били едно цяло, но са разделени през 1816 г. от Виенския конгрес, тъй като Залцбургската архиепископия е поделена между Бавария и Австрийската империя.
В града е написана популярната коледна песен „Тиха нощ, свята нощ“, в градската църква „Св. Никола“, от учителя Франц Грубер и младия свещеник Йозеф Мор, станала известна по целия свят. Оберндорф е родното място на еврокомисаря Бенита Фереро-Валднер.
Населението му е 5601 души към 1 април 2009 г. и е свързан със Залцбург чрез асфалтов и релсов път. Площта на неговото землище е 4,55 км².